# Чандарли керамика
Чандарли керамика је облик ‎тера сигилате који се назива и Источна Ц сигилата. Име Чандарли керамика добила је по античкој Питани, данас Чандарлију, (тур. Çandarli) у Турској, локалитету где је откривена. Ово је група источне сигилате са црвеном превлаком, која се датује у период између 2. и 3. века и представља наставак Источне А керамике.
Чандарли сигилата је једина источна сигилата чије је место производње потврђено и археолошким налазима.
Распростирала се од јужне Русије до северне Африке, али је на тлу Италије веома ретка.

## Карактеристике
Ову врсту керамике одликује земља од које је прављена, која је богата лискуном.
Унотрашњост судова је глачана, са дебелим премазом, а спољашњост суда је неравна и са танким премазом. На дну посуда налазе се трагови држача.
Најчешћи облици су кантароси, тањири на стопи и плитке зделе.